# Aérodrome d'Adé
L'aérodrome d'Adé est un aérodrome desservant Adé dans la province du Sila au Tchad.